# Miriem Bensaleh-Chaqroun
Pour les articles homonymes, voir Bensaleh et Bensalah.
Miriem Bensaleh-Chaqroun ou Miriem Bensaleh (ou Miriem Bensalah-Chaqroun ou Miriem Bensalah), née à Casablanca (Maroc), est une femme d'affaires marocaine.
Dirigeante des Eaux Minérales d’Oulmès et de Sidi Ali, elle est une actionnaire majeure de la Holding Holmarcom .  Entre 2012 et 2018, elle est présidente de la Confédération générale des entreprises du Maroc (CGEM).
Elle est la première femme à la tête du patronat et une des femmes les plus influentes au Maroc et en Afrique.

## Biographie

### Origines et formation
Née à Casablanca d'une famille berbère originaire de Berkane. Miriem Bensalah est la fille d'Abdelkader Bensalah, l'un des signataires du Manifeste de l'indépendance de 1944 et fondateur du conglomérat Holmarcom, décédé en 1993,. Elle est l'aînée d'une fratrie de cinq enfants, dont Mohamed Hassan Bensalah,, PDG du groupe Holmarcom.
Elle intègre l'École supérieure de commerce de Paris (l'ESC Paris, devenue depuis, ESCP Europe), dont elle sort diplômée 4 ans plus tard. Elle est également titulaire d’une Maîtrise en administration des affaires (MBA) en « International Management and Finance » de l'université de Dallas en 1986.

### Carrière professionnelle
De retour au Maroc après l'obtention de son diplôme, elle intègre le département Titres et Participations de la Société Marocaine de Dépôt et Crédit (SMDC), qu'elle quitte en 1989.
Elle rejoint ensuite le groupe familial Holmarcom en tant qu'administrateur et l’un des Actionnaires de référence de Holmarcom Group , l’un des groupes industriels, commerciaux  et financiers les plus importants et actifs  au Maroc, opérant dans l’Assurance Atlanta et Sanad ,voire aussi très active dans le monde de  l’Agro-industrie, l’Agriculture,  l'aéronautique tels que  Air Arabia Maroc.
Miriem Bensalah dirige depuis près de 23 ans  la société Les Eaux Minérales d’Oulmès, Sidi Ali, Société présente en bourse depuis 1943,  leader incontestable de la production,  la commercialisation et la distribution d’eaux minérales dans le Royaume .
Mme Bensaleh-Chaqroun est élue en 2012 puis en 2015 à la tête de la CGEM, l'organisation patronale marocaine.
En 2013, elle figure parmi les « 25 femmes les plus influentes du business en Afrique » selon le journal Jeune Afrique. La même année elle a fait partie du jury du Cartier Women's Initiative Awards (en).
Elle paraît également sur les classements annuels des « femmes d'affaires arabes les plus puissantes » publiés par Forbes Middle East, où elle est 15e en 2014, 63e en 2015, 52e en 2016, et 30e en 2017, et 19e en 2023
Bensalah-Chaqroun a été invitée par le président de la Banque mondiale Jim Yong Kim au sommet du G20 de 2017 pour participer au lancement de l'Initiative de financement pour les femmes entrepreneurs de la Banque mondiale. Elle a également participé à un panel animé par Chrystia Freeland, où elle a évoqué les problèmes auxquels sont confrontées les femmes entrepreneures au Moyen-Orient et en Afrique.

### Vie privée
Mariée à Jamal Chaqroun, fils de l'écrivain Abdellah Chaqroun et de l'actrice Amina Rachid, elle a trois enfants dont deux filles,.
Elle est entre autres pilote d'avion en IFR et VFR, pilote de Harley-Davidson, joueuse de golf, et pratiquante de l'équitation. En 1993, elle a remporté le célèbre rallye Trophée des Gazelles. En 1995, elle a été victime d'une chute aux environs d'Al Hoceïma alors qu'elle traversait le Maroc en moto, elle a été soignée ensuite à Nador.

## Fonctions
- Entre 1986 et 1989 :  Société Marocaine de Dépôt et Crédit ( SMDC Bank). Département Titres et Participations.
- Depuis 1990 : membre du conseil d'administration du groupe Holmarcom.
- Depuis le 29 janvier 2004 : membre du conseil d'administration de l'université Al Akhawayn[19].
- Depuis le 27 avril 2006 : membre du conseil d'administration de Bank Al-Maghrib[20].
- Entre le 16 mai 2012  : élue à la présidence de la CGEM (réélue en 2015)[21],[22].
- Entre le 8 novembre 2012 et le 12 juin 2017 : administratrice indépendante du groupe Eutelsat[23],[24].
- Depuis le 21 octobre 2014 : membre du conseil d'administration d'Initiative for Global Development [25].
- Depuis le 28 avril 2016 : administratrice indépendante du groupe Suez[26].
- Depuis le 15 juin 2017 : membre du conseil d'administration du groupe Renault[27].
- Membre du Conseil d’Administration de Planet Finance Maroc
- Membre de plusieurs Chambres de Commerce et de multiples Associations Caritatives et Humanitaires
- Nommée par Sa Majesté le Roi Mohammed VI Commissaire de l’Association de Gestion de la Journée de la Terre ( Rabat – Maroc 2010)

## Distinctions
- Grand officier de l'ordre du Ouissam Al Moukafâa Al Wataniya — ordre du Mérite national — (2013)[28].
- Grand officier de l’ordre du Mérite civil d'Espagne (2017)[29].